# Scioa orientale
Lo Scioa orientale (in amarico በምስራቅ ሸዋ, Bäməsəraḳə Šäwa) è una delle zone amministrative in cui è suddivisa la Regione di Oromia in Etiopia.

## Woreda
La zona è composta da 14 woreda:
1. Ada'a
2. Adama
3. Adama town
4. Adama Tulu Jido Kombolcha
5. Biscioftù
6. Bora
7. Boset
8. Dugda
9. Fentale
10. Gimbichu
11. Liben Chukala
12. Lome
13. Metehara
14. Moggio